# 許爾斯特

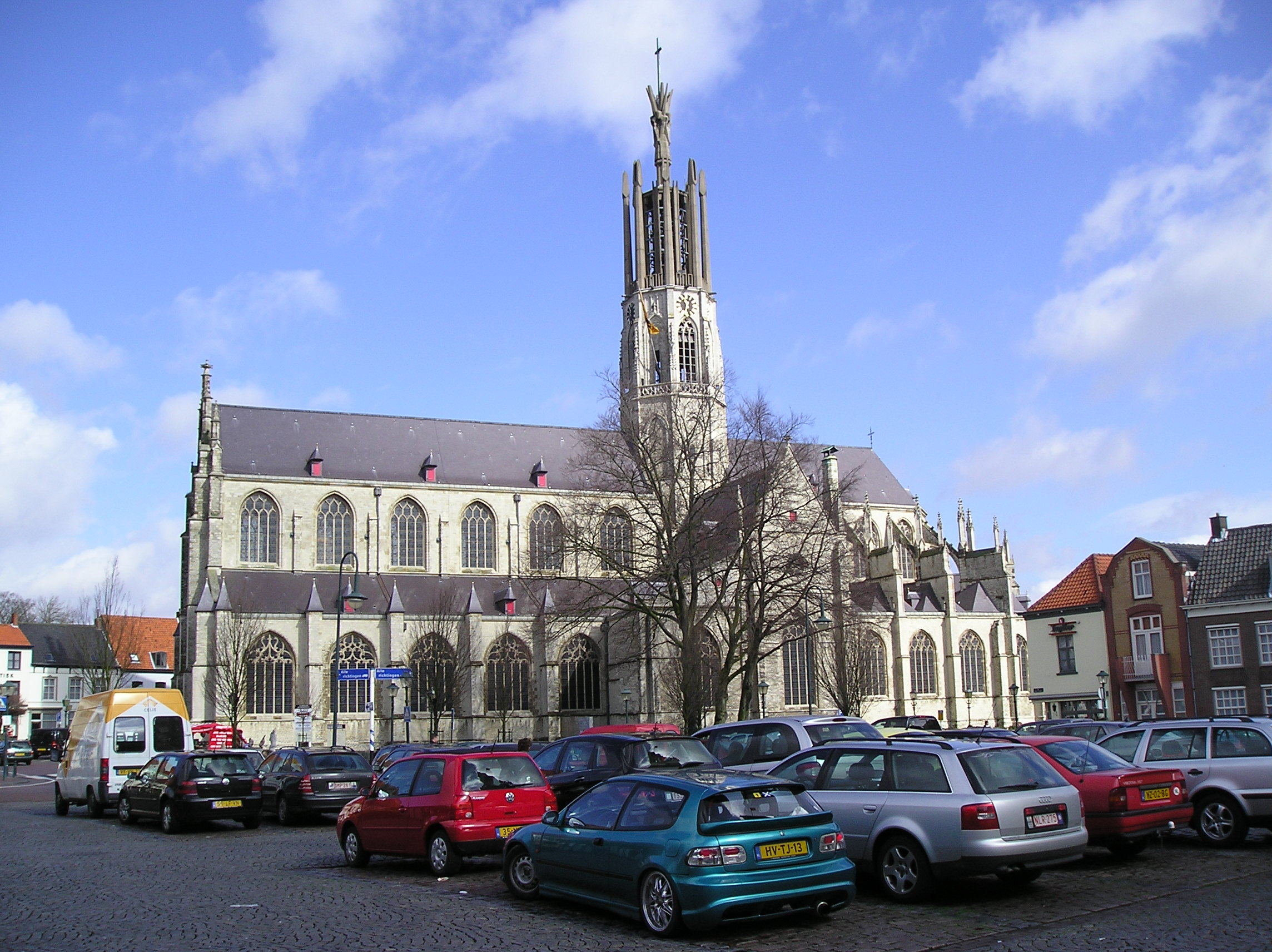

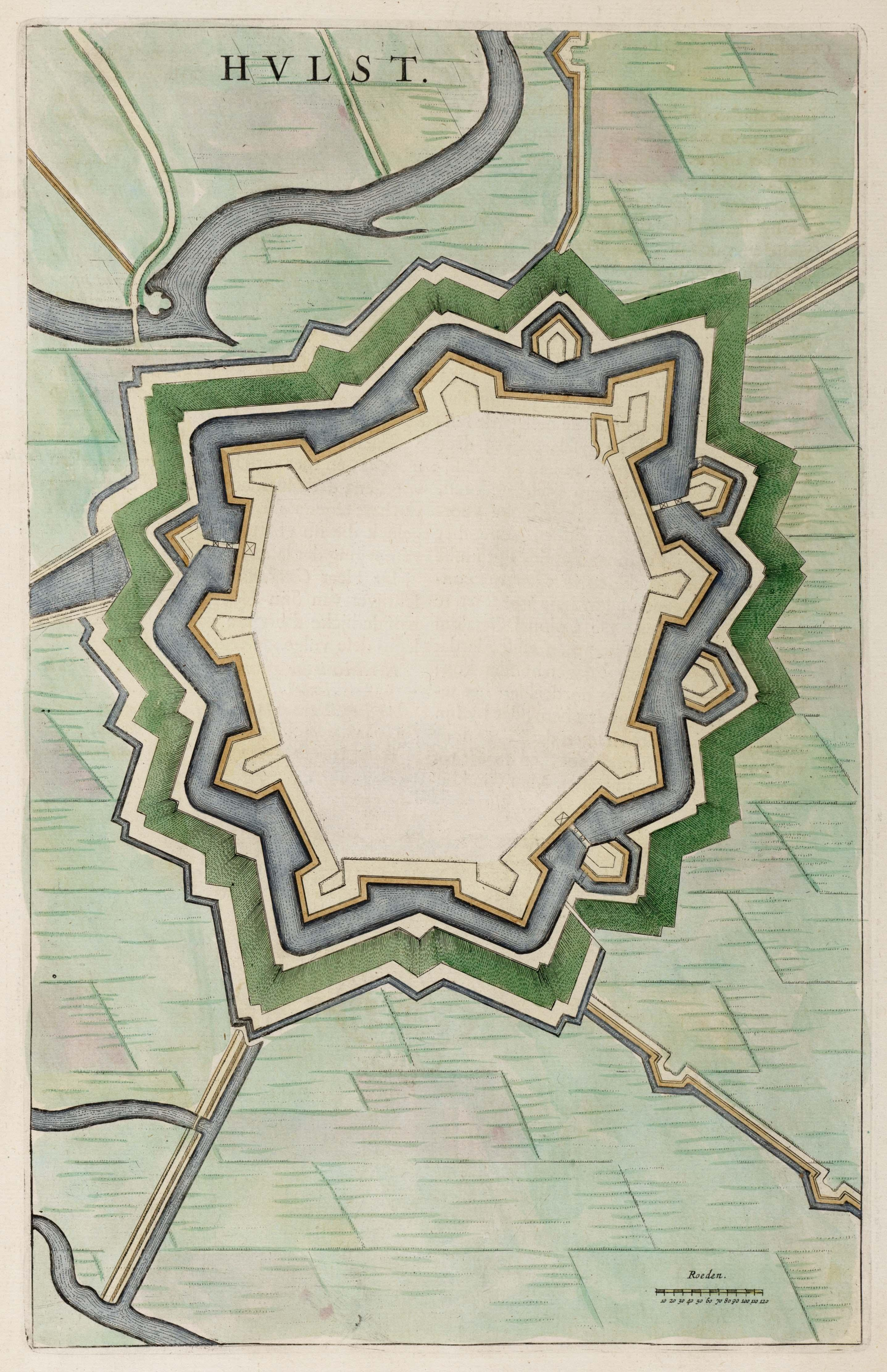

許爾斯特（荷蘭語：Hulst）荷蘭的城市和市镇，位於該國西南部，由澤蘭省負責管轄，毗鄰與比利時接壤的邊境，面積251.09平方公里，2007年人口28,021，居民主要信奉天主教，人口密度每平方公里139人。

## 外部連結
- （荷兰文） Gemeente Hulst （页面存档备份，存于）, official website of the municipality